# Bumbești-Pițic
Bumbești-Pițic est une commune roumaine située dans le județ de Gorj.